# 2K32
2К32 „Dewa“ (russisch 2К32 «Дева») ist ein russischer Mörserkomplex auf Selbstfahrlafette eines MT-LB unter der Verwendung der Mörsermodifikation 2B24, der in der Forschungsabteilung des militärisch-industriellen Unternehmens „Burevestnik“ in Nischni Nowgorod entwickelt wurde. Der Mörserkomplex befindet sich seit dem Jahr 2011 im Dienst des russischen Heeres.

## Konstruktion
Der Mörserkomplex 2К32 wurde für die Erhöhung der Mobilität und Effektivität der Mörserbatterien entwickelt. Der Mörserkomplex wird für die Bekämpfung von Soldaten, die sich in Schützengräben verschanzt haben oder in leichtgepanzerten Fahrzeugen befinden, eingesetzt.

## Bewaffnung
Als Standardbewaffnung dient der 82-mm 2B24 Mörser mit einer Anzahl von 84 Minen. Das Abfeuern kann sowohl im gepanzerten Fahrzeug, als auch außerhalb stattfinden. Als Sekundärbewaffnung kann sowohl das 7,62-mm PK-Maschinengewehr mit insgesamt 1500 Patronen, oder das 12,7-mm Kord-Maschinengewehr verwendet werden.

### Mörser 2B24
Der Mörser mit der Bezeichnung 2B24 stellt eine modernisierte Modifikation des 82-mm 2B14 Mörsers dar. Die Änderungen betrafen u. a. die Konstruktion der Bodenplatte. Um das doppelte Laden des Mörsers zu verhindern, wurde ein modernisierter Sicherungsmechanismus entworfen. Ohne Verschiebung des Zweibeins beträgt die horizontale Zielerfassung zwischen −4 und +4 Grad. Der Lauf besitzt einen Sicherheitsmechanismus, um im Falle eines Fehlschusses den Lauf sicher entladen zu können. Das Gewicht beträgt etwa 45 kg. Die Feuerrate beträgt bis zu 20 Schüsse pro Minute. Des Weiteren gibt es die Möglichkeit einen neueren Typ der Minen 3-O-26 zu benutzen, die über eine Reichweite von 6 km verfügen.

## Im Einsatz
Russland – Mindestens 36 Einheiten 2К32 sollten in Dienst gestellt werden.